# کراسنووانه
کراسنووانه (به لهستانی:  Krasnołany) یک روستا در لهستان است که در گمینا دالیکوو واقع شده‌است.
 کراسنووانه  ۴۰ نفر جمعیت دارد.